# بجتغدي
بِجُتُغْدِي (بالفارسية: بگتغدی؛ وتعني: "ولد أمير، سطع")، والمعروف أيضًا بالشكل الفارسي باسم بكتغدي (بکتغدی) كان قائدًا تركيًّا للغلمان (العبيد) الأتراك الذين خدموا تحت حكم الغزنويين الأوائل، لكنه فقد حظوته فيما بعد وأُعدم.

## السيرة
يُذكر بجتغدي لأول مرة كضابط صغير في عهد السلطان محمود، ولكن في عهد ابنه الأخير مسعود الأول، ارتقى إلى مناصب عليا؛ حيث عُين في عام 1035 قائدًا عامًا لخراسان، خلفًا لرفيقه علي ضيا [الإنجليزية]. وفي هذه الأثناء، طلب السلاجقة الأتراك بقيادة طغرل اللجوء من مسعود. لكن مسعود اعتبر الأتراك الرُّحّل تهديدًا خطيرًا وأرسل جيشًا بقيادة بجتغدي، الذي قاتلهم بالقرب من بلدة فارسية تُسمى نسا، لكنه هُزم. ومع ذلك، واصل ضابط غزنوي آخر يدعى صاحب حسين الميكالي القتال، لكنه هُزم أيضًا وأسره شقيق طغرل، جغري بيك . ثم أُجبر مسعود على التنازل عن النسا وفراوة ودهستان [الإنجليزية] للسلاجقة مقابل اعترافهم بالسلطة الغزنوية.
ونتيجة لفشله، اُستبدل بجتغدي بقائد آخر يدعى سوباشي كقائد أعلى لخراسان. في عام 1038، أرسل مسعود بجتغدي، هذه المرة مع سوباشي، لمحاربة السلاجقة، لكنه عانى مرة أخرى من الهزيمة بالقرب من سرخس. يذكر لاحقًا أن بجتغدي، إلى جانب رفيقيه علي ضيا [الإنجليزية] وسوباشي، شاركوا في معركة دندناقان، التي أسفرت عن هزيمة كارثية للغزنويين، وأعطت السلاجقة الفرصة لغزو كل خراسان الغربية.
مسعود، الذي ألقى اللوم على بجتغدي ورفاقه في الهزيمة الكارثية التي لحقت بالغزنويين، سجنهم ثم أعدمهم بعد فترة وجيزة في الهند.